# Platyarthrus aiasensis
Platyarthrus aiasensis is een pissebed uit de familie Platyarthridae. De wetenschappelijke naam van de soort is voor het eerst geldig gepubliceerd in 1954 door Legrand.